# Liste der Naturdenkmale in der Städteregion Aachen

Städteregion Aachen

Die Listen der Naturdenkmale in der Städteregion Aachen listen sämtliche Naturdenkmale in den Orten und Gemeinden der Städteregion Aachen auf.
Ein Naturdenkmal ist ein natürlich entstandenes Landschaftselement, das unter Naturschutz gestellt ist. Es kann ein einzeln stehendes oder vorkommendes Gebilde wie eine Felsnadel oder ein einzeln stehender Baum sein, undefinierten Umfangs wie eine Höhle oder auch ein Gebiet oder Gebilde mit einer beschränkten Fläche und einer klaren Abgrenzung von seiner Umgebung wie ein Felsengarten oder eine Wiese; letztere werden als flächenhaftes Naturdenkmal oder Flächennaturdenkmal bezeichnet.
In der Städteregion Aachen (ohne die Stadt Aachen) sind zurzeit (2020) insgesamt 119 Naturdenkmale, davon 76 innerhalb der Landschaftspläne ausgewiesen. Die numerischen Denkmalnummern entsprechen der Nummerierung im Anhang der Ordnungsbehördlichen Verordnung vom 10. Oktober 2019. Mit LP beginnende Denkmalnummern beziehen sich auf die Landschaftspläne der unteren Landschaftsbehörde (z. B. LP IV, 2.3-6).
Die Stadt Aachen selbst weist 430 Naturdenkmale aus, davon 160 in der Aachener Innenstadt, weitere 270 in den Stadtbezirken.

## Einzellisten

Naturdenkmalzeichen

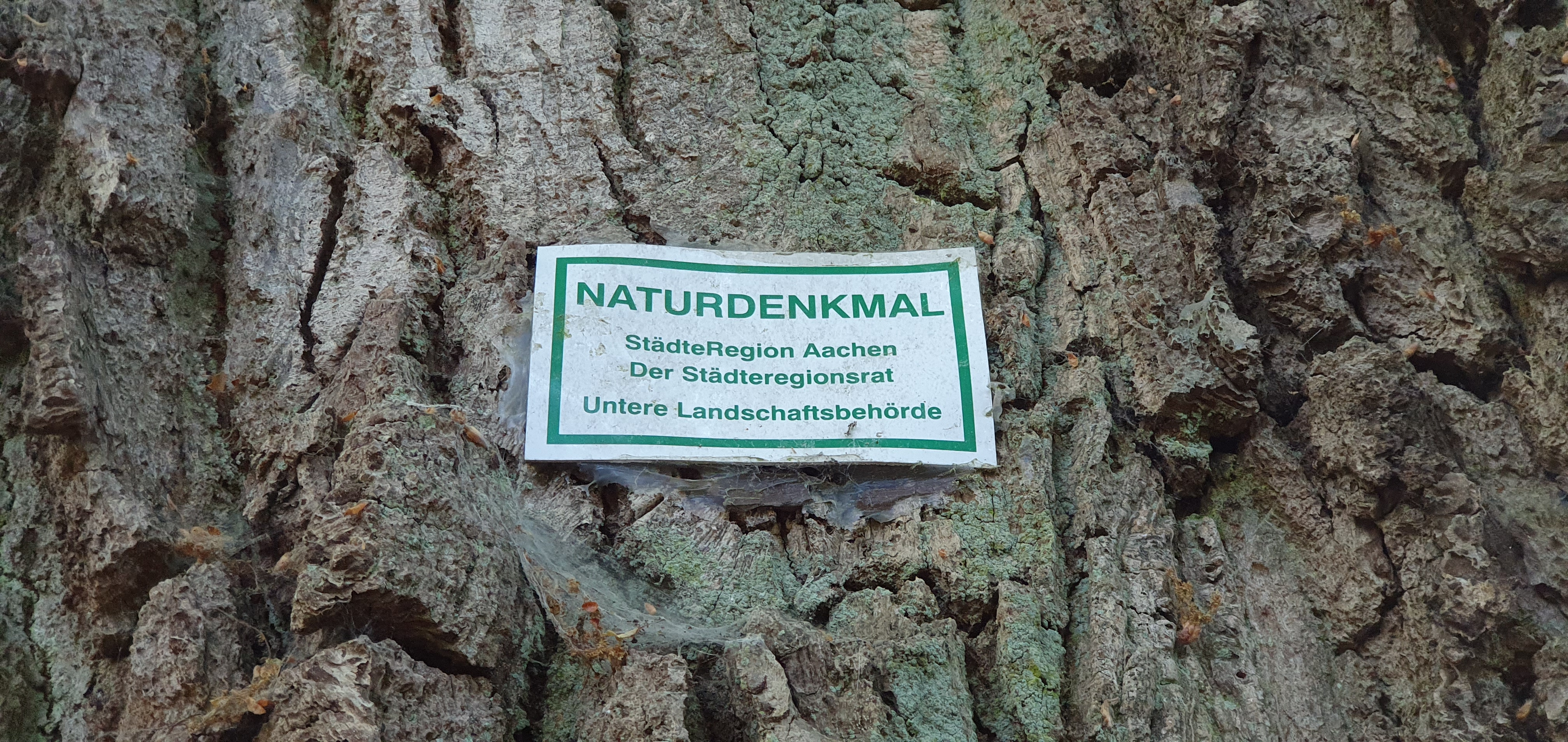
Naturdenkmal Städteregion Aachen

- Liste der Naturdenkmale in Aachen
- Liste der Naturdenkmale in Alsdorf
- Liste der Naturdenkmale in Baesweiler
- Liste der Naturdenkmale in Eschweiler
- Liste der Naturdenkmale in Herzogenrath
- Liste der Naturdenkmale in Monschau
- Liste der Naturdenkmale in Roetgen
- Liste der Naturdenkmale in Simmerath
- Liste der Naturdenkmale in Stolberg (Rheinland)
- Liste der Naturdenkmale in Würselen